# Lanrodec
Lanrodec [lɑ̃ʁɔdɛk] est une commune française située dans le département des Côtes-d'Armor, en région Bretagne.
Ses habitants sont appelés les Lanrodéciens et Lanrodéciennes.

## Géographie

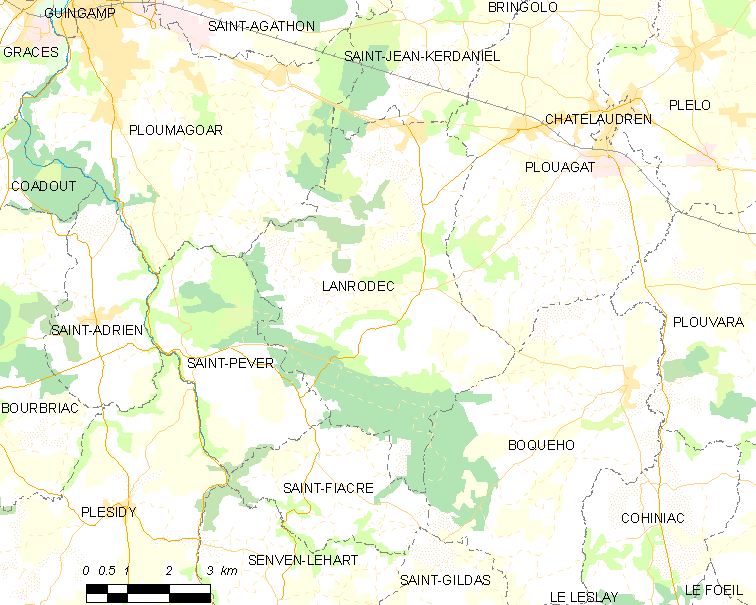
Carte de Lanrodec et des communes avoisinantes.

Lanrodec est située en bordure d'une quatre voies (RN 12) entre deux grands centres, Saint-Brieuc et Guingamp, au sein de grands espaces boisés (bois de Malaunay - bois d'Avaugour - bois Meur).
| Ploumagoar (Guingamp, Brest par N12) | Saint-Jean-Kerdaniel | Plouagat                                |
| Coadout                              | Lanrodec             | Plerneuf (Saint-Brieuc, Rennes par N12) |
| Saint-Péver                          | Saint-Gildas         | Boqueho                                 |

### Hydrographie
Pour un article plus général, voir Réseau hydrographique des Côtes-d'Armor.
La commune est située dans le bassin Loire-Bretagne. Elle est drainée par le Dourmeur, le Goazel et l'Avaugour,,.
Le Dourmeur, d'une longueur de 12 km, prend sa source dans la commune  et se jette  dans le Leff à Tressignaux, après avoir traversé six communes. 

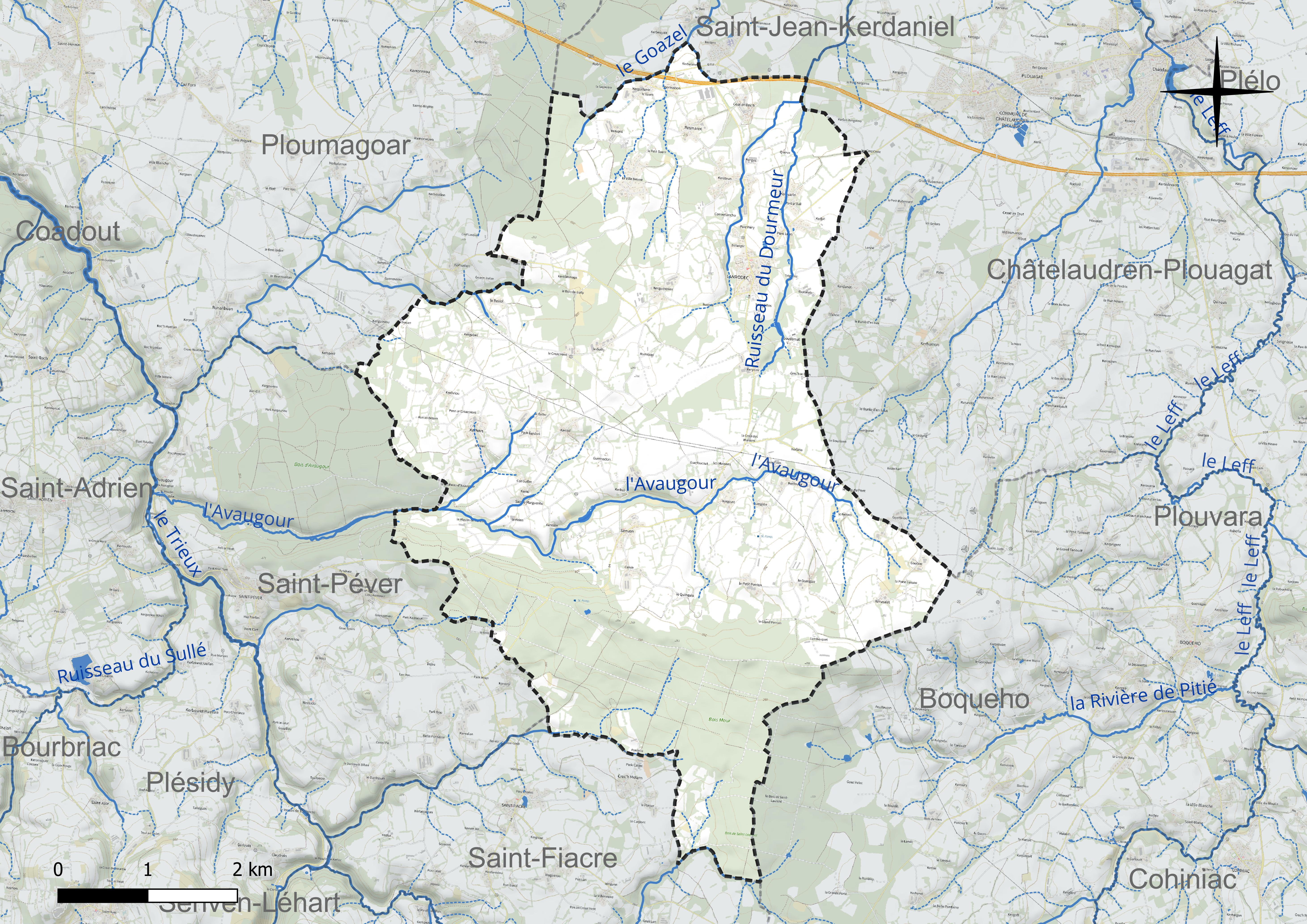
Réseau hydrographique de Lanrodec.

Le Goazel, d'une longueur de 19 km, prend sa source dans la commune  et se jette  dans le Leff à Lannebert, après avoir traversé six communes. 

### Climat
Pour des articles plus généraux, voir Climat de la Bretagne et Climat des Côtes-d'Armor.
En 2010, le climat de la commune est de type climat océanique franc, selon une étude du Centre national de la recherche scientifique s'appuyant sur une série de données couvrant la période 1971-2000. En 2020, Météo-France publie une typologie des climats de la France métropolitaine dans laquelle la commune est exposée à un climat océanique et est dans la région climatique  Finistère nord, caractérisée par une pluviométrie élevée, des températures douces en hiver (6 °C), fraîches en été et des vents forts. Parallèlement l'observatoire de l'environnement en Bretagne publie en 2020 un zonage climatique de la région Bretagne, s'appuyant sur des données de Météo-France de 2009. La commune est, selon ce zonage, dans la zone « Intérieur », exposée à un climat médian, à dominante océanique.  
Pour la période 1971-2000, la température annuelle moyenne est de 10,7 °C, avec une amplitude thermique annuelle de 11,5 °C. Le cumul annuel moyen de précipitations est de 904 mm, avec 14,3 jours de précipitations en janvier et 7,5 jours en juillet. Pour la période 1991-2020, la température moyenne annuelle observée sur la station météorologique la plus proche, située sur la commune de Trémuson à 13 km à vol d'oiseau, est de 11,4 °C et le cumul annuel moyen de précipitations est de 757,3 mm,. Pour l'avenir, les paramètres climatiques de la commune estimés pour 2050 selon différents scénarios d'émission de gaz à effet de serre sont consultables sur un site dédié publié par Météo-France en novembre 2022.

## Urbanisme

### Typologie
Au 1er janvier 2024, Lanrodec est catégorisée commune rurale à habitat dispersé, selon la nouvelle grille communale de densité à 7 niveaux définie par l'Insee en 2022.
Elle est située hors unité urbaine et hors attraction des villes,.

### Occupation des sols
L'occupation des sols de la commune, telle qu'elle ressort de la base de données européenne d’occupation biophysique des sols Corine Land Cover (CLC), est marquée par l'importance des territoires agricoles (63,9 % en 2018), en augmentation par rapport à 1990 (59,5 %). La répartition détaillée en 2018 est la suivante :
zones agricoles hétérogènes (46,9 %), forêts (34 %), terres arables (16,6 %), zones urbanisées (2,2 %), prairies (0,4 %). L'évolution de l’occupation des sols de la commune et de ses infrastructures peut être observée sur les différentes représentations cartographiques du territoire : la carte de Cassini (XVIIIe siècle), la carte d'état-major (1820-1866) et les cartes ou photos aériennes de l'IGN pour la période actuelle (1950 à aujourd'hui).

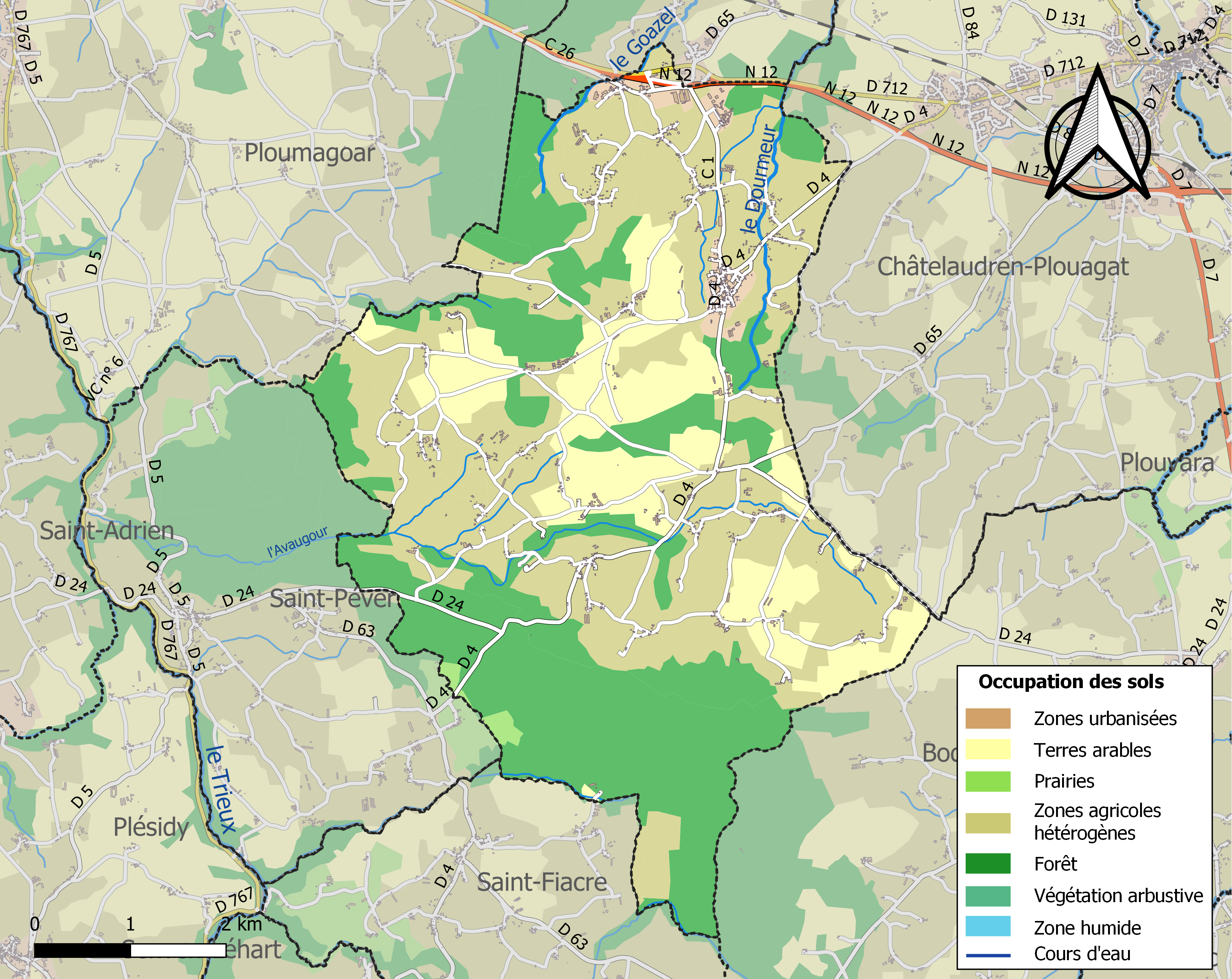
Carte des infrastructures et de l'occupation des sols de la commune en 2018 (CLC).

## Toponymie
Le nom de la localité est attesté sous la forme Lanrodec dès 1543.
Lanrodec viendrait de l’ancien breton lann (ermitage) et d’un deuxième élément obscur : l’origine pourrait être le vieux breton rod qui fait penser à « cercle / roue », pris dans un sens imagé.

D'après Benjamin Jollivet, le mot Lanrodec signifie « lande qui tourne tout autour ». Il est vrai que vers 1850 un tiers du territoire était encore occupé par des landes.
Lanrodeg en breton.
On pense aussi que Rodec-Rodeg pourrait être le nom d'un saint originaire du Pays de Galles.

## Histoire

### Le Moyen Âge
Sous l’ancien régime, Lanrodec appartenait à l’évêché de Tréguier et au comté du Goëlo.
Avant la Révolution les terres incultes dépassaient en superficie celles travaillées par l’homme.

### Temps modernes

#### Révolution française
La commune a été le siège de plusieurs épisodes de la Chouannerie. À la fin d'avril 1796, une colonne de 150 chouans séjourna deux jours à Goudemail, mais le 25, elle rencontra une colonne mobile qui la mit en déroute dans les bois de Malaunay. Le 16 janvier 1800 les Chouans occupèrent de nouveau Lanrodec, d’où ils furent délogés par les Gardes nationaux de Châtelaudren.
Du fait de son altitude, Lanrodec était un relais stratégique pour les communications par télégraphe optique, inventé par Claude Chappe pendant la Révolution française. Le lieu choisi était le lieu-dit Runmiquel, à 240 m d'altitude. Le système était au haut d'une tour ronde et avait comme correspondants Plerneuf et Bourbriac-Coatforme (Koat Forn). Le relais était identifié Poste 55 sur la ligne Paris-Brest, mise en place par la Marine pour des impératifs militaires, et a été opérationnel entre 1798 et 1853.

### LeXIXesiècle
A. Marteville et P. Varin, continuateurs d'Ogée, décrivent ainsi Lanrodec en 1843 :

« Lanrodec ; commune formée de l'ancienne trève de Plouagat ; aujourd'hui succursale. (...) Principaux villages : la Villeneuve, le Guern, Kermarec, Coëtando, Kerouarin, Pors-Héry, Belanger, Trégric, Kerguinerien, Goudemail, Kerprin, Crech-Brun, le Guiler, Guernadon, Kerfouler, Guergolay, Kergoast, Keryvoalet, Perrine, le Quinquis, Senven, Sainte-Marguerite, Kerhor, Pen-ar-Croas Hent, Kerliviou, Kergabel, Le Restol, Guilly, Chapelles-Senven, Kerien, Perrine. Superficie totale : 3 312 hectares 28 ares 30 ce tires, dont (...) terres labourables 1 419 ha, prés et pâturages 235 ha, bois 406 ha, landes et incultes 1 067 ha, étangs 3 ha (...). Moulins : 5. Il y a à Lanrodec un poste télégraphique. Géologie : granite ; roches amphiboliques dans le nord-ouest et dans le sud. On parle le breton »

### LeXXesiècle

#### La Belle Époque

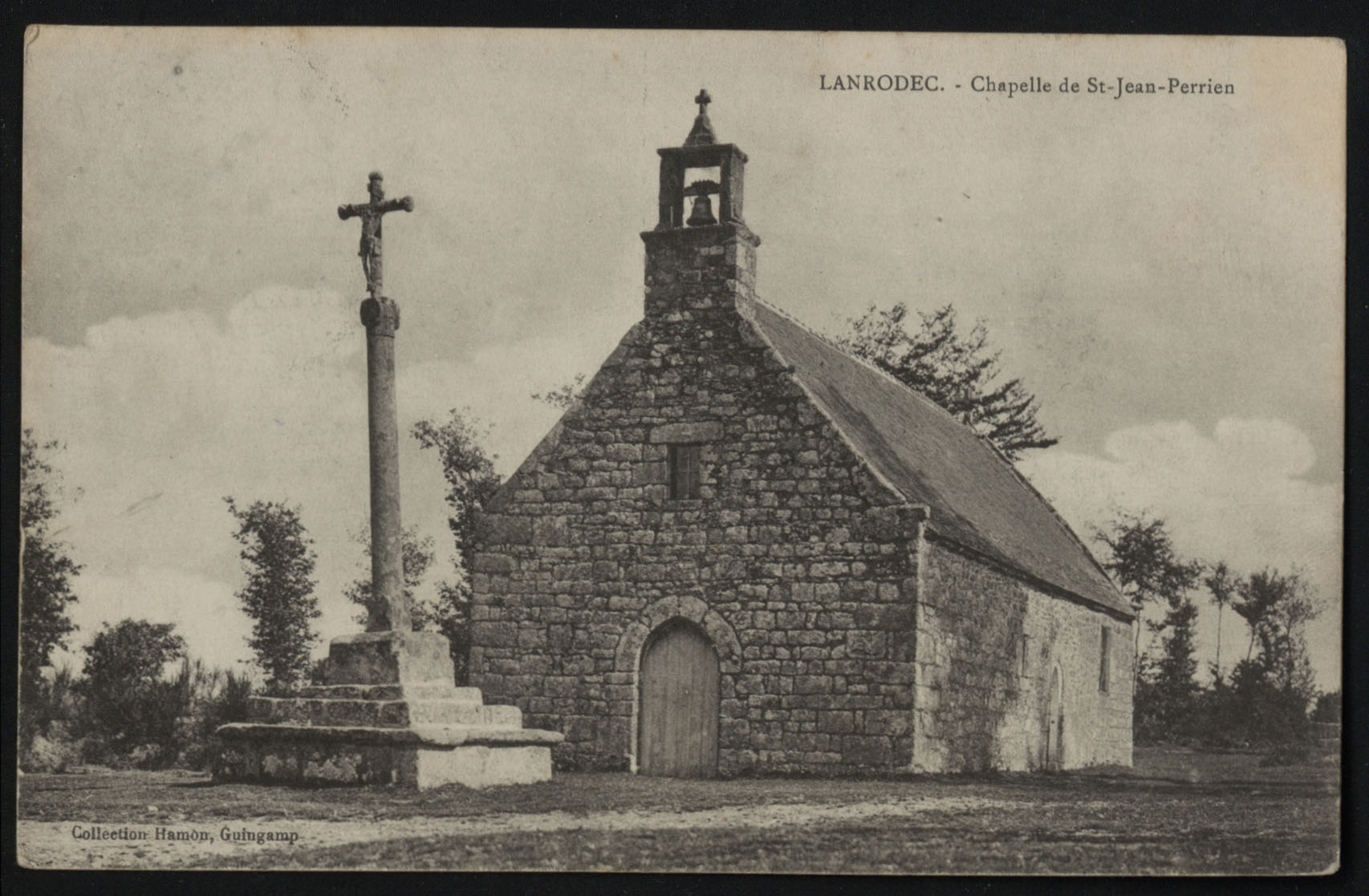
La chapelle de Saint-Jean-Perrien au début du XXe siècle.
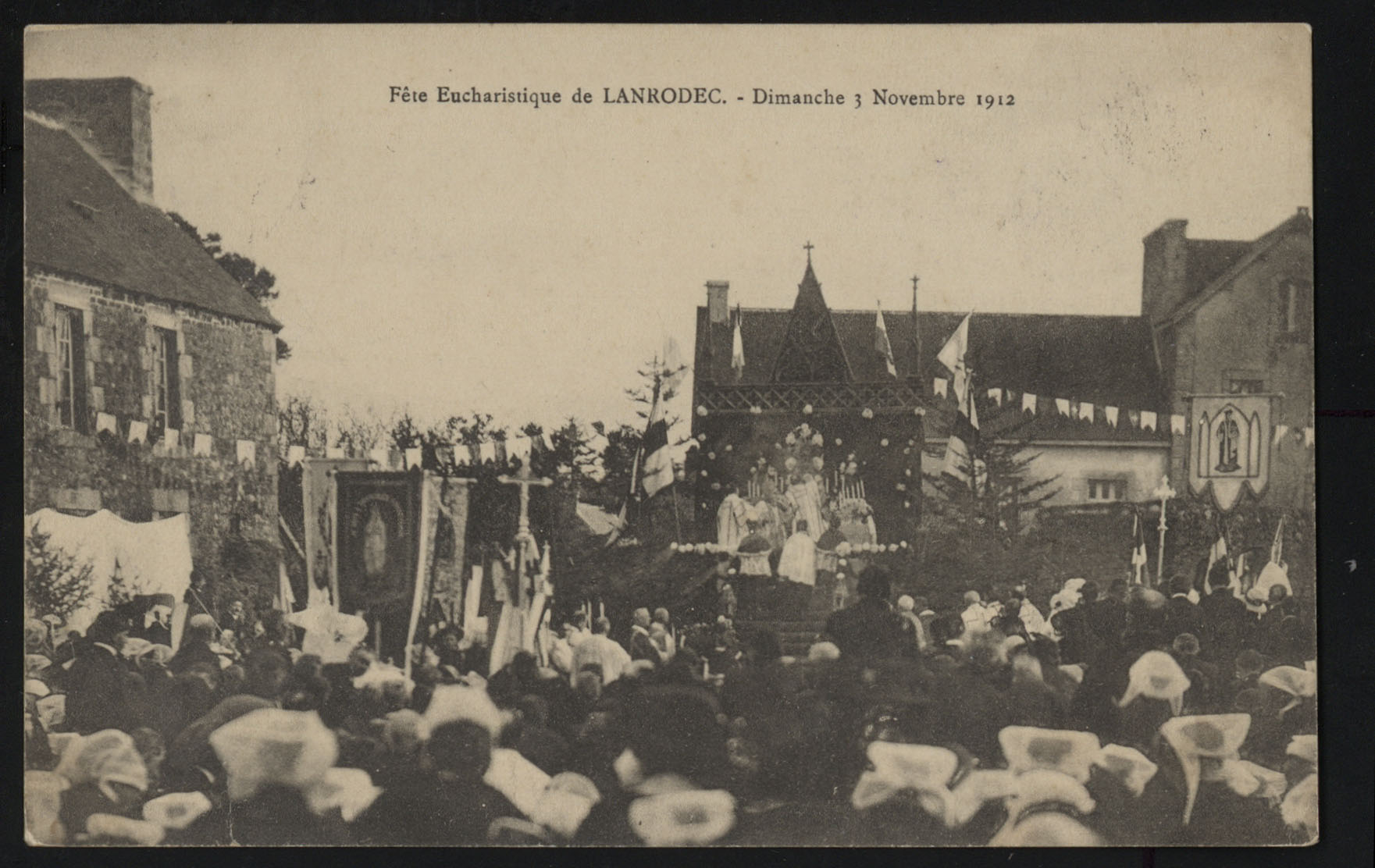
Fête eucharistique à Lanrodec le 3 novembre 1912.

#### La Première Guerre mondiale
Le monument aux morts porte les noms de 106 soldats morts pour la Patrie pendant la Première guerre mondiale ; parmi eux 4 au moins (François Hillion, Alexandre Le Poac, François Lévrier et Augustin Tachen) ont été tués en Belgique ; un au moins (François Mordelet) est un marin mort en mer ; Pierre Kermen est mort à Thessalonique dans le cadre de l'expédition de Salonique ; Émile Hillion est mort en captivité en Allemagne ; la plupart des autres sont décédés sur le sol français.

#### La Seconde Guerre mondiale
Le monument aux morts de Lanrodec porte les noms de 16 personnes mortes pour la France durant la Seconde Guerre mondiale ; parmi eux 5 soldats (Jean Chevance, René Guillossou, Jean Le Briquer, Aristide Le Guenniou et Jean Plunian) sont morts lors de la Bataille de France au printemps 1940.
Durant la Seconde Guerre mondiale, Lanrodec a été aussi le cadre de faits encore présents dans les mémoires de nombreux Lanrodéciens :
Sur le monument aux morts de la commune figure le nom d’Alphonse Le Pape. Natif de Lanrodec, héros de la Résistance, mort pour la France et inhumé dans le nouveau cimetière de sa commune de naissance. Il était boulanger lorsqu’il est entré dans la Résistance en février 1944 sous les ordres du commandant Yves Le Hégarat, dit Marceau, comme agent de liaison, distributeur de tracts et relais de directives. Il s’est engagé dans le maquis de Plélo en juin 1944 dès l’arrivée de l’armement parachuté. Il a pris part aux opérations de son unité dirigée par Christian Savary, alias d'Artagnan. Capturé le 12 juin 1944, lors des combats de Goas-Hamon à Senven-Léhart (Côtes-du-Nord), il a été torturé, condamné à mort et fusillé par les Allemands le 16 juin 1944 à Servel avec onze autres compagnons de son maquis F.F.I. La fosse commune dans laquelle étaient enterrés tous les martyrs a été exhumée après la Libération du département. Sa mère Germaine Le Pape née Guillou a dû identifier le corps de son fils dans la commune de Lanrodec à la fin du mois d’août 1944. Il a été inhumé dans le cimetière de l’église de Lanrodec à proximité du monument aux morts. En 1989, sa tombe a été déplacée à la demande de la mairie dans le nouveau cimetière de la commune : concession perpétuelle C8 – Mort pour la France.  [Il a été décoré à titre posthume de la Croix de Guerre avec citation le 30 août 1945. Par décret du 8 septembre 1961 publié au J.O. du 22 septembre 1961, il a été décoré à titre posthume de la Médaille Militaire, de la Croix de Guerre 1939-1945 avec Palme et de la Médaille de la Résistance.
D'autre part, le 3 juillet 1944 des Allemands furent attaqués par des Maquisards près de la ferme de Durcen, qui fut brûlée le lendemain – quelques jours plus tard, le 26 juillet 1944, un convoi allemand fut attaqué en Lanrodec par 30 hommes du Maquis de Plésidy, et deux camions furent détruits. Outre la participation du maquis de Plésidy il existait à Lanrodec un groupe de résistants dont les membres affectaient de poursuivre une activité professionnelle normale mais qui avaient leurs armes dans le cellier de la ferme Gallardon et pratiquaient des embuscades nocturnes sur la nationale 12 sous la conduite de l'adjudant Goater en congé d'armistice mais « remobilisé » par le commandement des Forces françaises de l'intérieur (FFI). Au nombre de ces combattants discrets se trouvaient entre autres le quartier-maître René Conti — lui aussi en congé d'armistice depuis le sabordage de la flotte à Toulon — mais aussi de purs « civils » comme les sabotiers Monnier et Messager. Ils font partie de ces humbles qui ont participé à transformer en panique la retraite allemande vers Brest.
Francis Le Ny et Prosper Dubois, deux pensionnaires de l'institut Coat-an-Doc'h qui se promenaient dans le bois de Malaunay, furent arrêtés et fusillés par des soldats allemands en retraite le 7 août 1944 près de la chapelle Notre-Dame-de-Malaunay en Saint-Agathon.

#### L'après Seconde Guerre mondiale
Deux soldats originaires de Lanrodec (Raymond Lorgouilloux et Louis Turquet) sont morts durant la guerre d'Indochine et un (Marcel Monnier) pendant la Guerre d'Algérie.

## Politique et administration
| Période                                  | Période          | Identité                   | Étiquette               | Qualité |
| ---------------------------------------- | ---------------- | -------------------------- | ----------------------- | --- |
| Les données manquantes sont à compléter. |                  |                            |                         | |
| 1798                                     | 1801             | Charles Le Belleguic       |                         | Cultivateur |
| 1801                                     | 1831             | Jean Le Gal                |                         | Cultivateur et meunier |
| 1832                                     | 1851             | Alain Goregues             |                         | Cultivateur |
| 1851                                     | 1855             | Jean Le Gal                |                         | Fils de Jean Le Gal, maire entre 1801 et 1831 |
| 1856                                     | 1881             | Jean-Marie Le Belleguic    |                         | Cultivateur Petit-fils de Charles Le Belleguic, premier maire de la commune                                                                                                  |
| 1881                                     | 1909             | Pierre Le Corvaisier       |                         | Cultivateur |
| 1910                                     | 1912             | Jean Riou                  | PRS                     | Cultivateur |
| 1912                                     | 1919             | Jean Le Belleguic          | PRS                     | Commerçant Petit-fils de Jean-Marie Le Belleguic, maire entre 1856 et 1881                                                                                                   |
| 1919                                     | 1925             | Yves Goupil                | Rad.                    | Soldat au 1er régiment d'infanterie coloniale pendant la Première Guerre mondiale                                                                                            |
| 1925                                     | 1929             | Jean-Marie Le Garff        | Rad.                    | |
| 1929                                     | 1934             | Hyacinthe Le Corvaisier    | Rad.                    | |
| 1934                                     | 1938             | Jean-François Le Belleguic | Rad.                    | Sergent au 41e régiment d'infanterie Petit-fils de Jean-Marie Le Belleguic, maire entre 1846 et 1881                                                                         |
| 1938                                     | 1940             | Pierre Le Belleguic        | Rad.                    | Directeur d'école Arrière-petit-fils de Jean-Marie Le Belleguic, maire entre 1865 et 1881                                                                                    |
| Les données manquantes sont à compléter. |                  |                            |                         | |
| 1945                                     | 1946             | Jean Tanvez                |                         | Commerçant |
| 1946                                     | 1947             | François Mahé              | Rad.                    | Agriculteur Ancien combattant de la Première Guerre mondiale. |
| 1947                                     | 1953             | Albert Ellien              | PCF                     | Forgeron mécanicien |
| 1953                                     | 1977             | Louis de Lorgeril          |                         | |
| 1977                                     | 1989             | Louis Le Touze             | DVG                     | |
| 1989                                     | 2024 (démission) | Jean-Pierre Le Goux        | UDF puis UMP puis MoDem | Agriculteur Conseiller général de Plouagat (1992 → 2015) Président de la CC du Pays de Châtelaudren - Plouagat (1997 → 2001) Vice-président du Leff communauté (2001 → 2016) |
| 2024                                     | En cours         | Alain Ollivier-Henry       |                         | Fonctionnaire territorial |

## Démographie
| 1793  | 1800 | 1806  | 1821  | 1831  | 1836  | 1841  | 1846  | 1851  |
| ----- | ---- | ----- | ----- | ----- | ----- | ----- | ----- | ----- |
| 1 100 | 863  | 1 244 | 1 170 | 1 607 | 1 586 | 1 423 | 1 560 | 1 580 |

| 1856  | 1861  | 1866  | 1872  | 1876  | 1881  | 1886  | 1891  | 1896  |
| ----- | ----- | ----- | ----- | ----- | ----- | ----- | ----- | ----- |
| 1 616 | 1 618 | 1 662 | 1 571 | 1 639 | 1 676 | 1 698 | 1 680 | 1 587 |

| 1901  | 1906  | 1911  | 1921  | 1926  | 1931  | 1936  | 1946  | 1954  |
| ----- | ----- | ----- | ----- | ----- | ----- | ----- | ----- | ----- |
| 1 517 | 1 505 | 1 414 | 1 281 | 1 248 | 1 178 | 1 107 | 1 211 | 1 165 |

| 1962 | 1968 | 1975 | 1982 | 1990 | 1999 | 2005 | 2006 | 2010  |
| ---- | ---- | ---- | ---- | ---- | ---- | ---- | ---- | ----- |
| 933  | 844  | 724  | 785  | 801  | 843  | 979  | 986  | 1 180 |

| 2015  | 2020  | 2022  | - | - | - | - | - | - |
| ----- | ----- | ----- | - | - | - | - | - | - |
| 1 286 | 1 364 | 1 380 | - | - | - | - | - | - |

Histogramme de l'évolution démographique
À partir de 1886, la population de Lanrodec commence à diminuer. En 25 ans, Lanrodec perd 20 % de sa population. Les causes sont nombreuses :
- Émigration : les jeunes partent vers les communes plus importantes et vers la région parisienne pour trouver un emploi. Ces migrations sont facilitées car les jeunes savent maintenant lire et écrire, et surtout ils parlent français et non plus uniquement le breton.
- La guerre de 1914-1918 engendre une mortalité masculine élevée (121 hommes de Lanrodec sont reconnus « morts pour la France »).
- La natalité baisse étant donné que les hommes sont mobilisés.

## Lieux et monuments

### Monument historique
La commune abrite un monument historique :
- Château de Perrien (ruines) : (XVe – XVIe siècles) il était fortifié, entouré de douves, et ses tours abritaient des casemates d'artillerie. Aujourd'hui, ne subsistent que les douves et quelques pierres d'origine. Il est inscrit partiellement au titre des monuments historiques par arrêté du 10 septembre 1928[31]. Sa cheminée dite « cariatides » fut transportée à la Villa... en Saint-Quay-Portrieux.

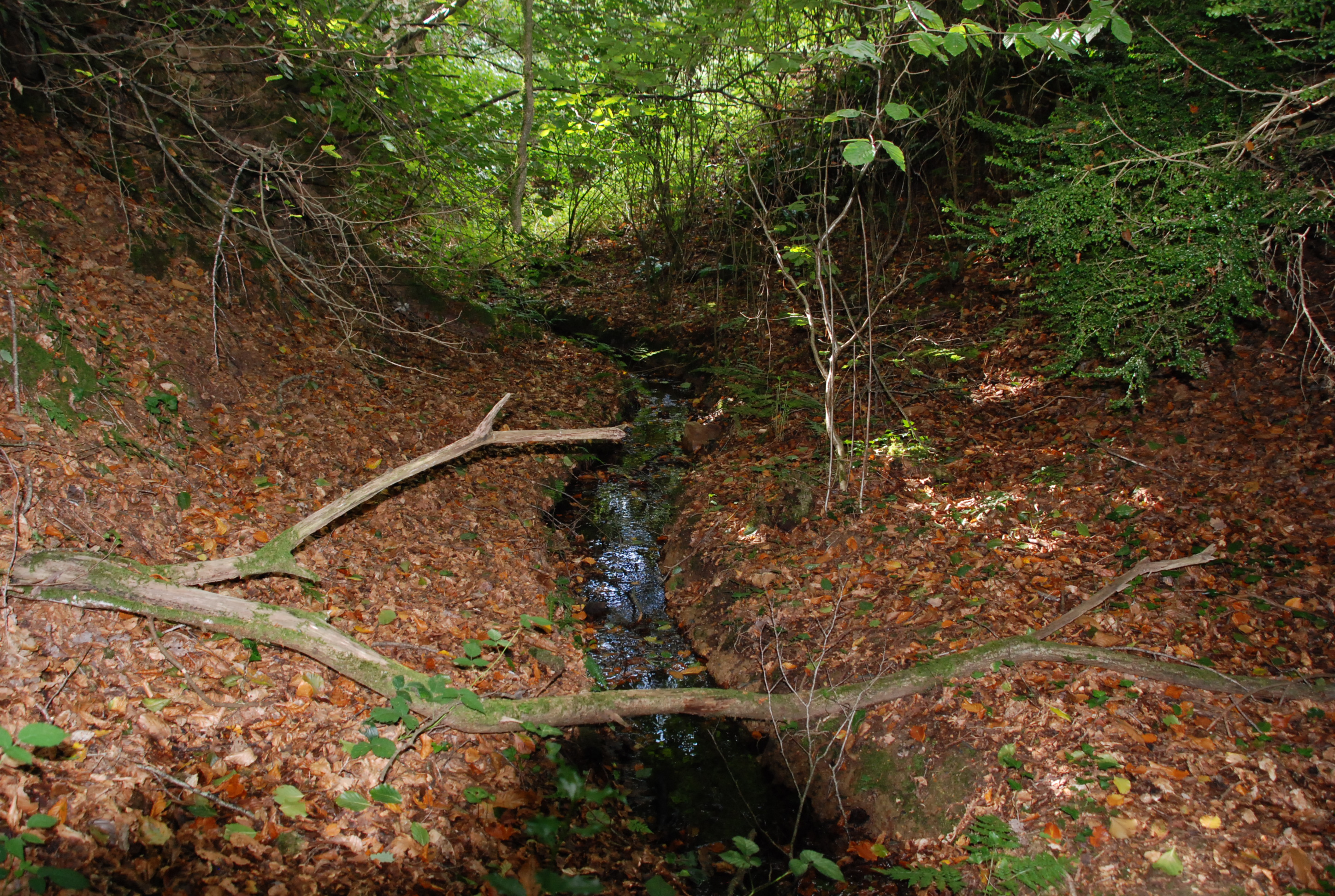
Douves du château.
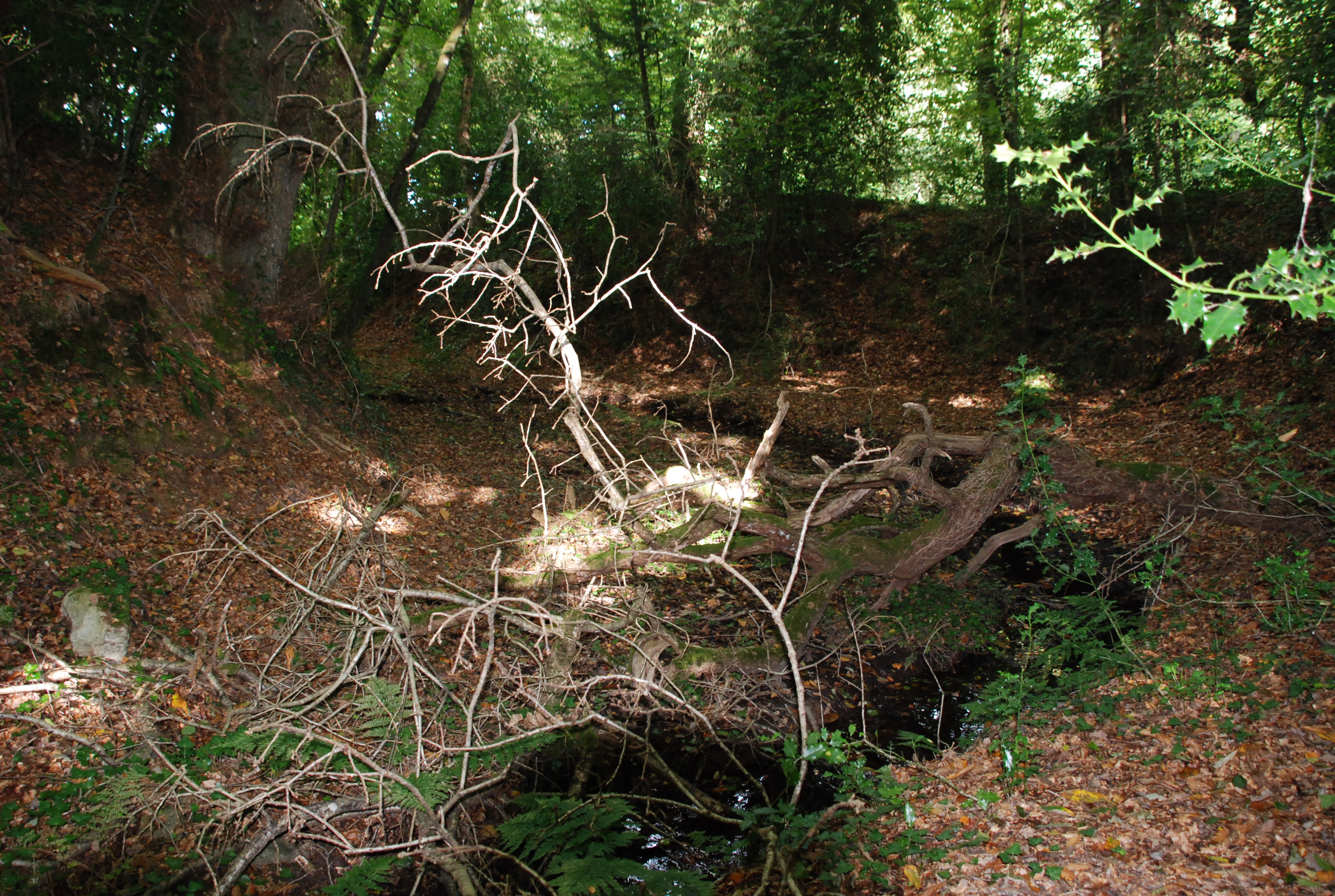
Douves du château.
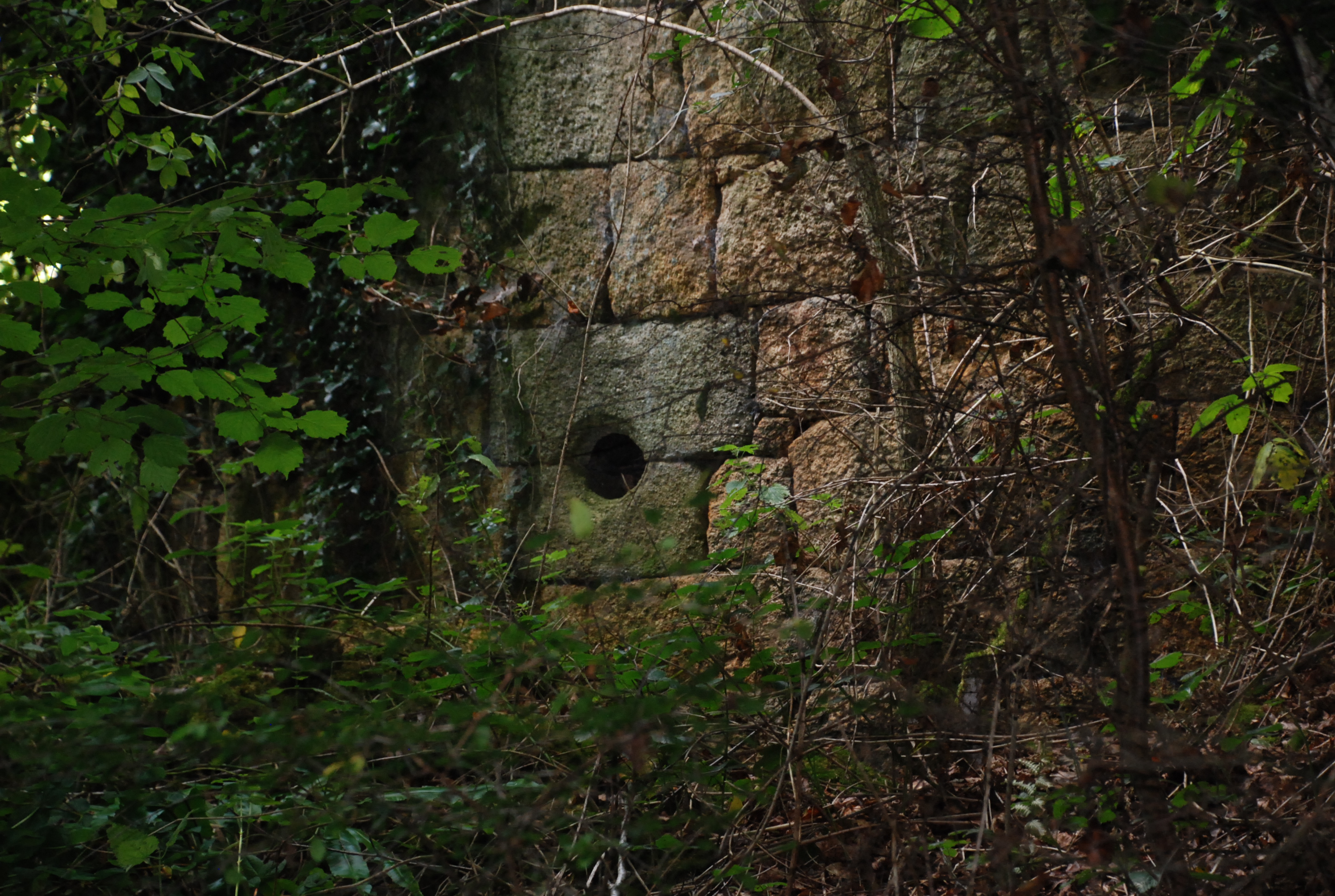
Orifice à la base d'une tour en ruine du château.
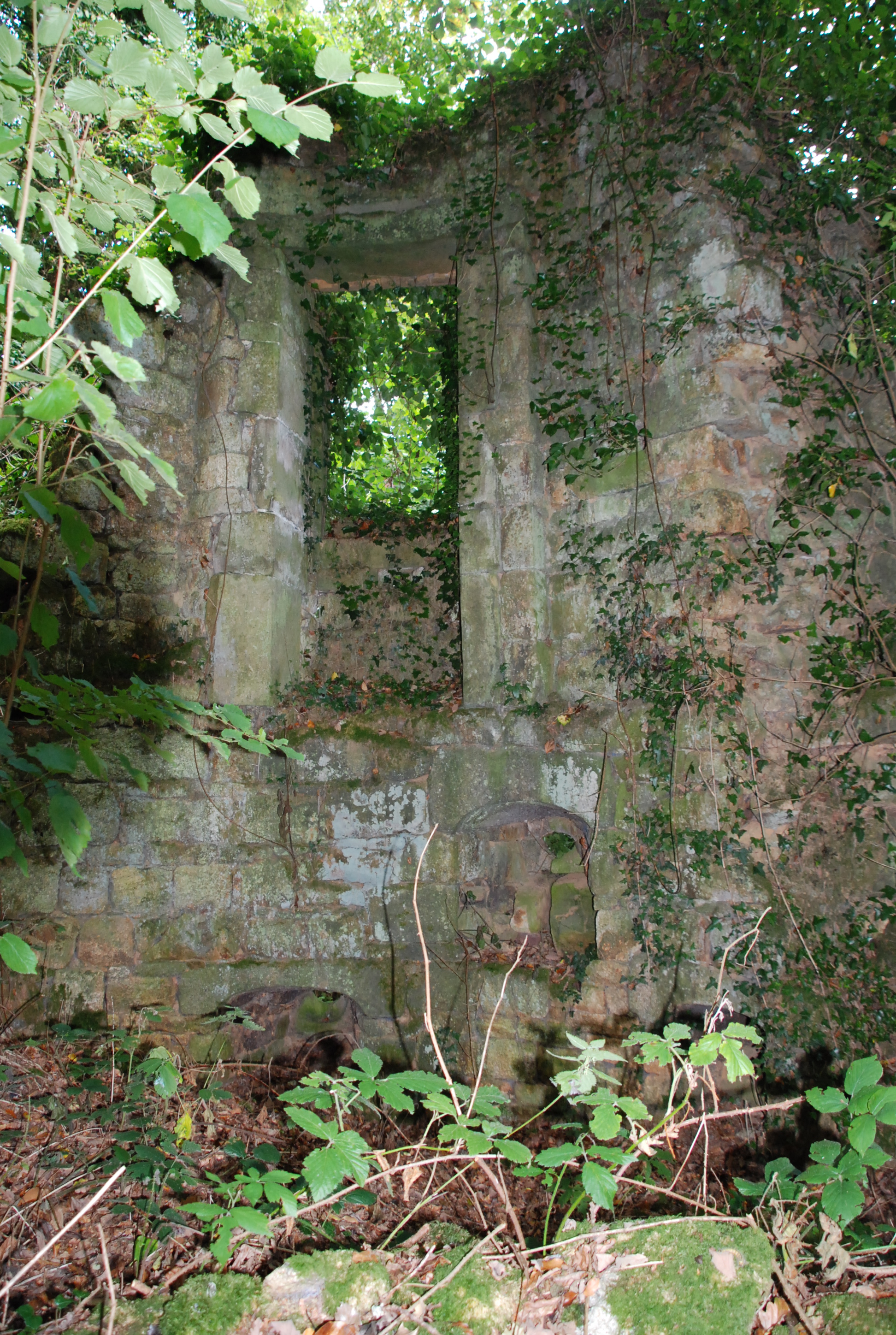
Ouverture intérieur sur une tour en ruine du château.

### Autres sites et monuments
- Restes d'enceintes fortifiées du Castel-Tanguy situé dans le Bois-Meur (doubles douves), et du Castel-Valy  (simple douve)situé près du Quinquis.
- Château de Goudemail (XVIIe-XVIIIe siècles) : le manoir appartenait en 1600 à Guillaume Colliou. Par mariage, il a appartenu à Jean Juppehault puis à Jacques Delpeuch en 1627. En 1744, les Delpeuch sont partis à Saint-Brieuc et ont vendu le manoir à Hamon de Porville. L'amiral Luc Urbain du Bouëxic de Guichen en fit l'acquisition et y vécut. Il devient la propriété de Jean Louis de Villeféron en 1840, puis de Simon de Lorgeril en 1850 qui construit l'actuel château en 1880. Son fils Louis de Lorgeril (ancien maire) l'entretiendra jusqu'à son décès le 7 septembre 2010 La propriété est à cette époque libre à la promenade dans le parc, bois et les étangs. L'édifice actuel bâti en pierres et en briques de style Louis XIII (architecte Parent), est inspiré du Château de Cheverny (lien de famille). L'ancien manoir du XVIIe siècle est en partie démoli en 1907. Auprès du château subsistent un logis et les communs de l’ancien château, et un grand parc à la française de plus de 5 hectares[32]. Le château de Goudemail a été vendu en 2012 et son accès est maintenant interdit au public.
- Église Notre-Dame (1910-1912) : Lanrodec est un démembrement de l'ancienne paroisse primitive de Plouagat qui dépendait de l'abbaye de Beauport en Kérity-Paimpol. Une première église fut élevée sur un monticule adossé au bourg, puis un autre édifice fut construit en plein centre en 1855 et 1856. L'église actuelle est bâtie sur le premier emplacement, d'après des plans de M. Faure, architecte à Saint-Brieuc. La première pierre est posée le 10 juillet 1910 et la bénédiction a lieu le 18 février 1912. Elle est en forme de croix latine dans le style du XVe siècle, avec réemploi de certains éléments de l'église primitive, comme le porche occidental et deux statues anciennes de Saint Gilles et de Saint Eutrope.

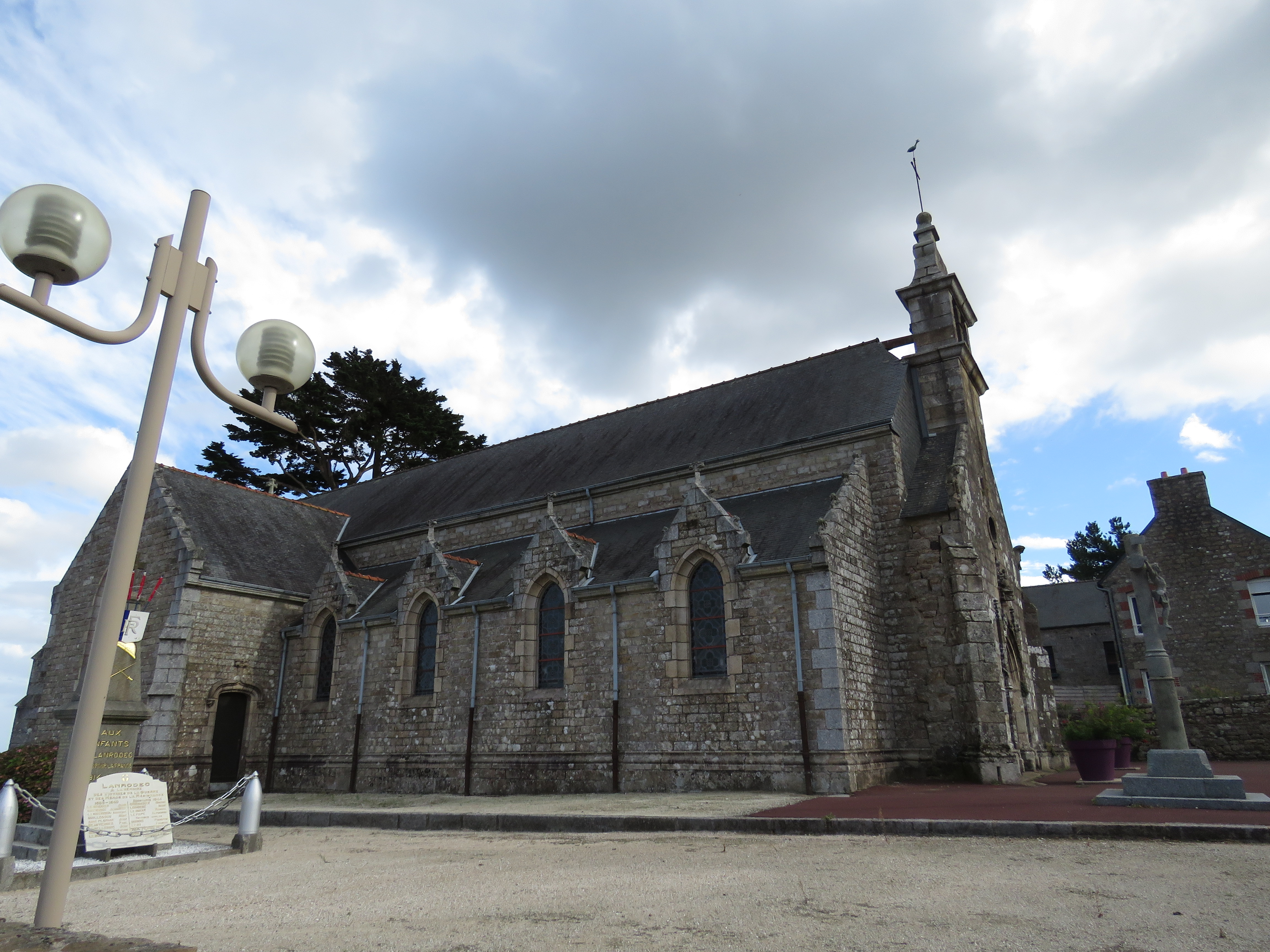
L'église Notre-Dame.
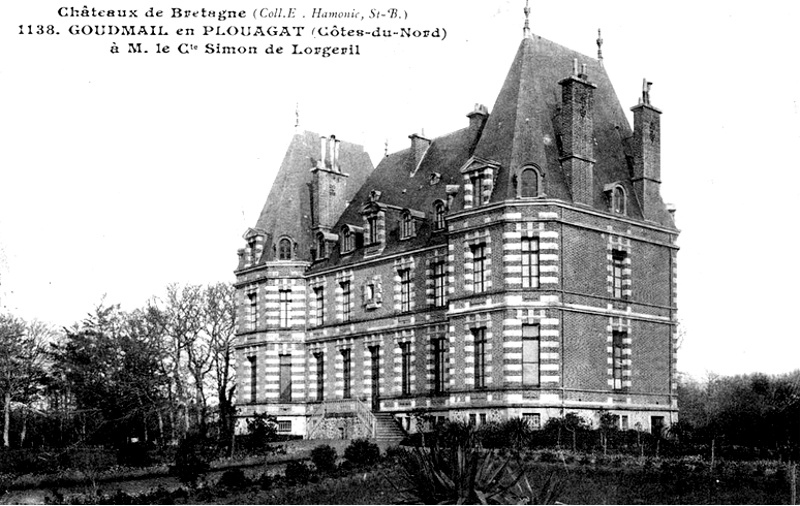
Le château de Goudemail (il appartenait au comte Simon de Lorgeril).
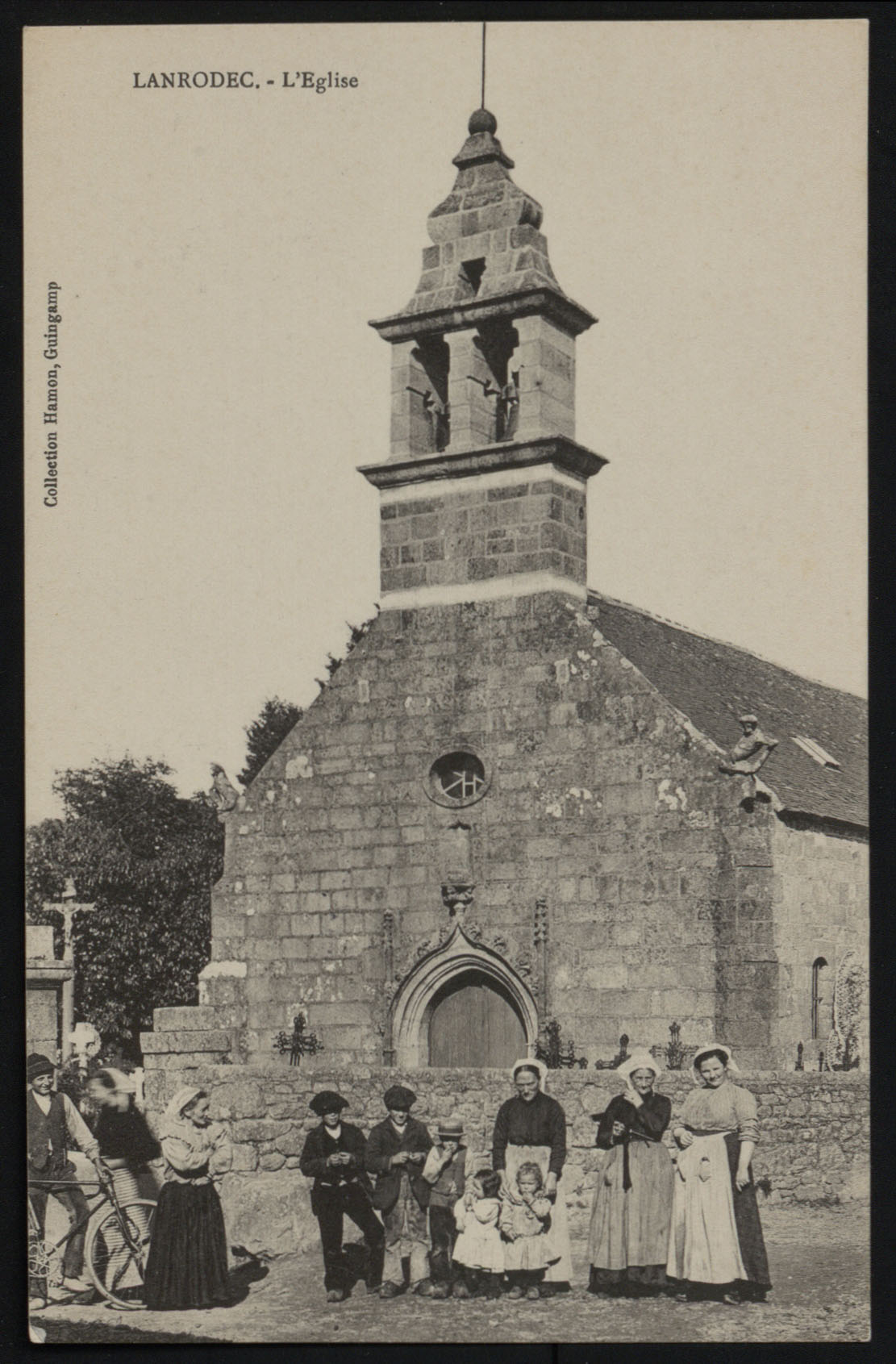
Église paroissiale Notre-Dame : la façade au début du XXe siècle.
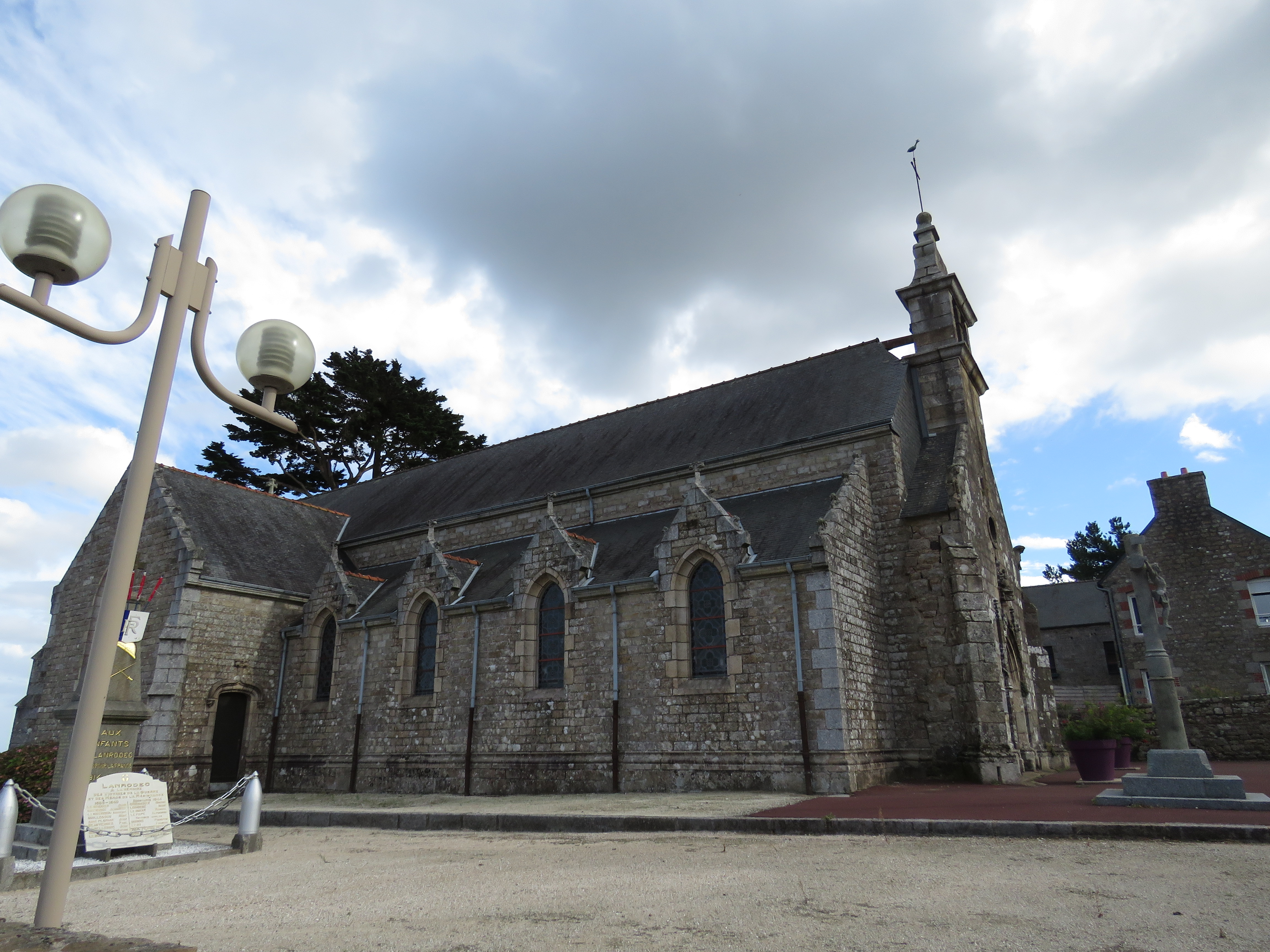
Église paroissiale Notre-Dame : vue extérieure d'ensemble.

- Chapelle Sainte-Marguerite, ancienne chapelle reconstruite au XVIIIe siècle. La fenêtre du chevet date du XVIe siècle. Le clocher mur a une seule chambre de cloche. Elle dépendait, à l'origine, du convenant Pellen et appartenait au XIXe siècle à M. Villeféron puis à la famille Gohier.
- Chapelle Saint-Méen et Sainte-Anne de Seven (XVIe siècle). Il s'agit d'une ancienne chapelle qui dépendait jadis du manoir de Kerbol. Elle a été restaurée au XVIIIe siècle. Vendue durant la Révolution, elle est rendue à la fabrique en 1810. L'autel qui appartenait à la famille de Quélen de Plouagat provient d'une très ancienne chapelle située jadis à Plélo et ayant appartenu aux chevaliers de l'Ordre du Temple (Templiers ou Hospitaliers). La chapelle abrite les statues de sainte Anne (du XVIIe siècle), celle de saint Méen (du XVIe siècle), une Vierge à l'Enfant (du XVe siècle), et la statue d'un évêque inconnu qui semble datée du début du XVIe siècle. De nombreuses personnes venaient y prier autrefois, en croyant que cela permettait de guérir des maux de tête.
- Pendant près de 50 ans, de 1790 à 1840, on a assisté à la disparition de plusieurs chapelles anciennes qui demeurèrent fermées et sans entretien après la Révolution. Les tempêtes sur la région ont provoqué la perte des toitures, et le reste n'a pas tardé à suivre. Ce fut le cas des chapelles de la Run-Miquel, de Saint-Quay, de Saint-Joseph et de Saint-Jean-Baptiste à Perrien vendue comme bien national en 1806 puis cédée au Conseil de fabrique (Conseil Economique Paroissial, de droit associatif, qui s'occupait de la gestion des paroisses) un an plus tard. Les dalles du sol et toutes les pierres ont été transportées dans les fermes voisines en 1937.
- Château de Coëtando (Château de Coat-an-Doc'h). Un château ancien avec douves et colombier était propriété jadis de la famille Le Roux de Coëtando. Sous la Restauration (après 1820), le château et les terres passent à Francis Le Saulnier de Saint-Jouan, dont la fille Marguerite fait don à l'institut missionnaire des salésiens pour créer une école. En 1935, les Salésiens de Don Bosco y fondent l'institut missionnaire et bâtissent une chapelle (1936). On y trouve une grotte moderne inspirée de Notre Dame de Lourdes. Des processions y étaient organisées[33].

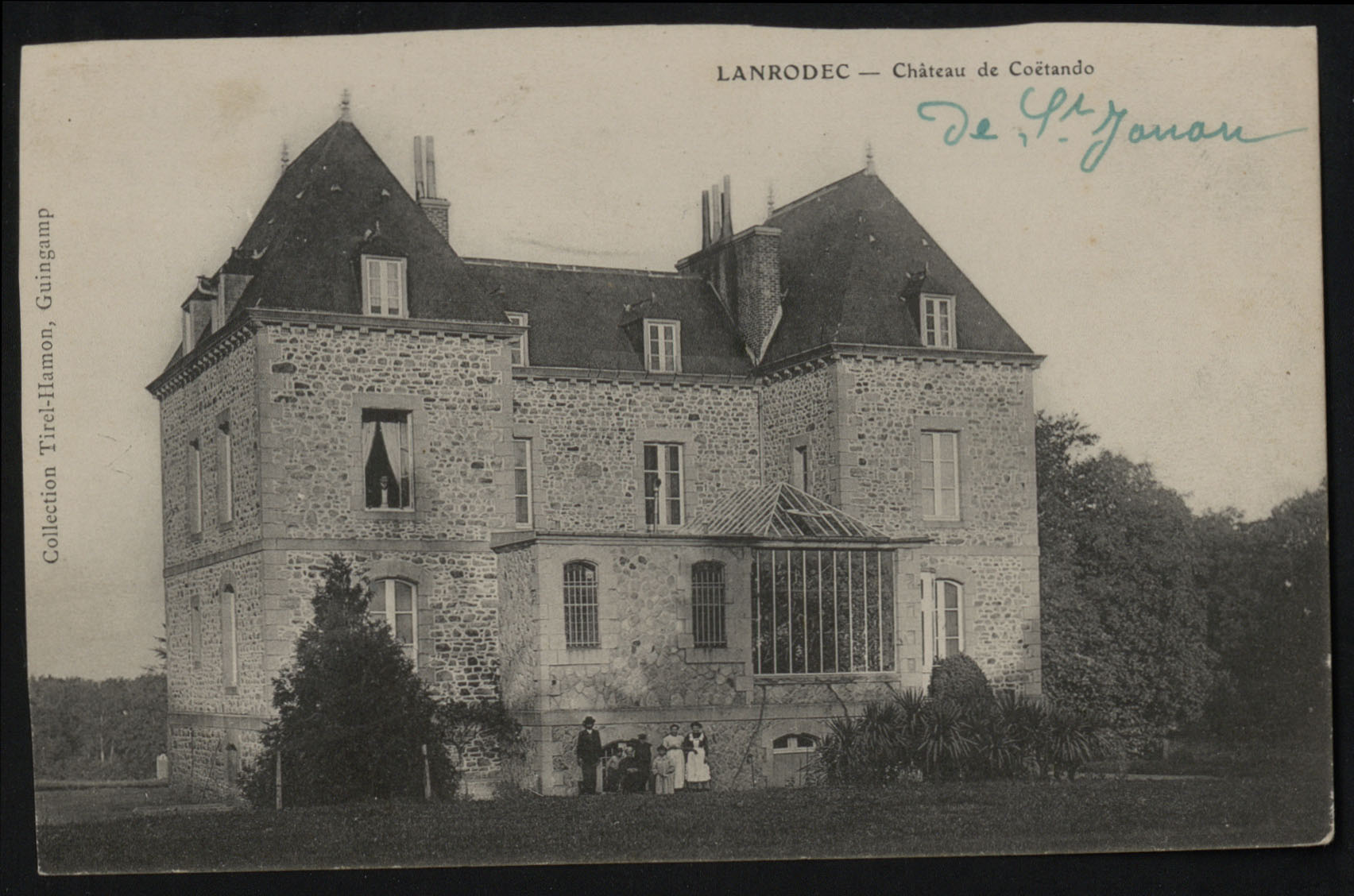
Le château de Coëtando au début du XXe siècle.
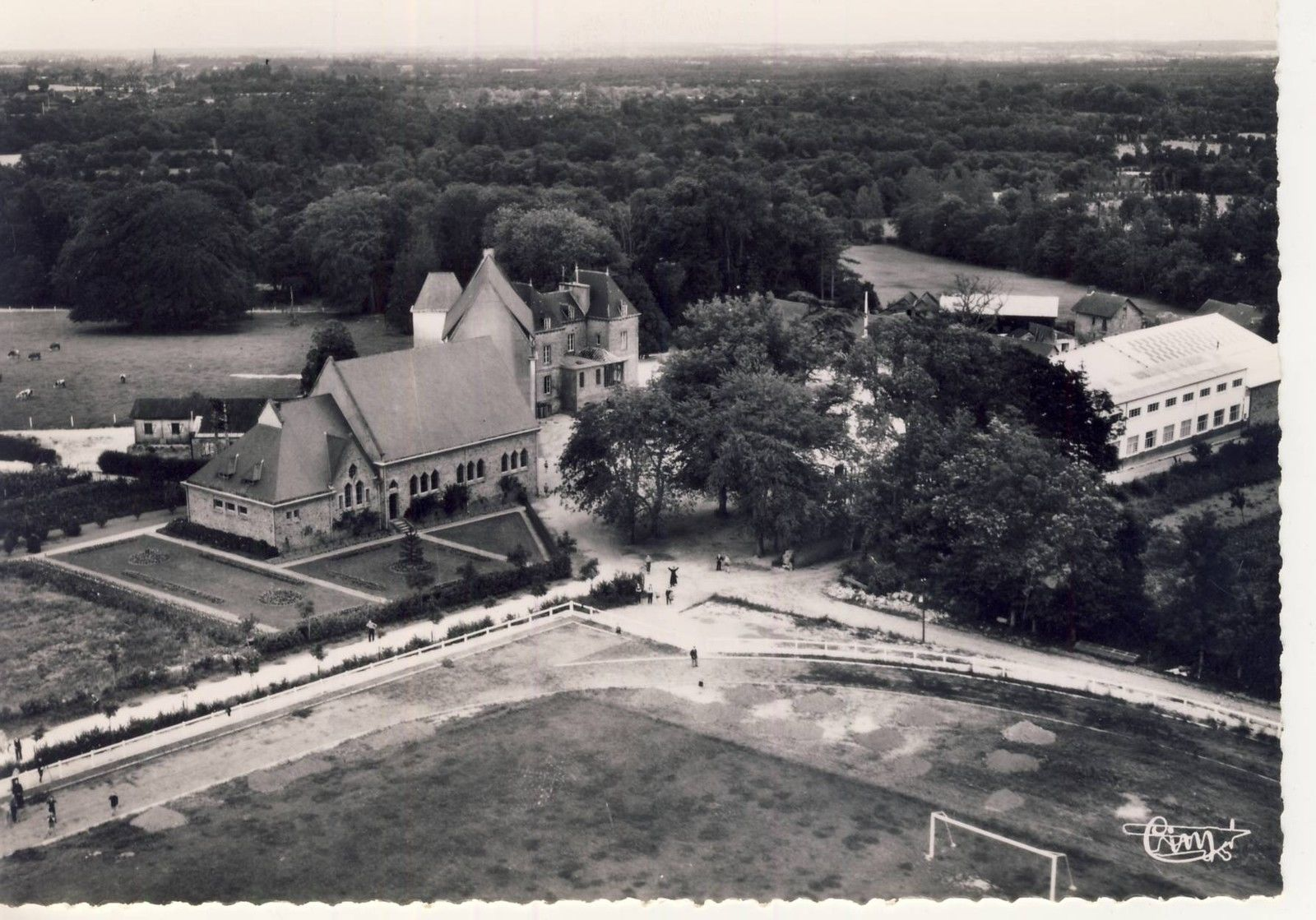
Le château de Coat-an-Doc'h en 1950.

- Manoir de Kerbol (1870), Une motte ancestrale existait de forme ovoïde. Le premier château appartenait aux Marec'h de Kerbol - Du Dresnay. La construction moderne fut édifié par la famille Lamare, sur l’emplacement d'un vieil édifice du XVIe siècle qui appartenait au comte Du Fou.
- La croix des Maisons (XVIIIe siècle) : cette croix a été déplacée légèrement au XIXe siècle, et son nom breton "croaz ar mezou" que l'on peut traduire par "croix des terrains vagues" est devenu celui du lieu-dit "les maisons". Non loin, subsiste un four à pain original, recouvert de terre, qui était utilisé par les familles proches au début du XXe siècle.

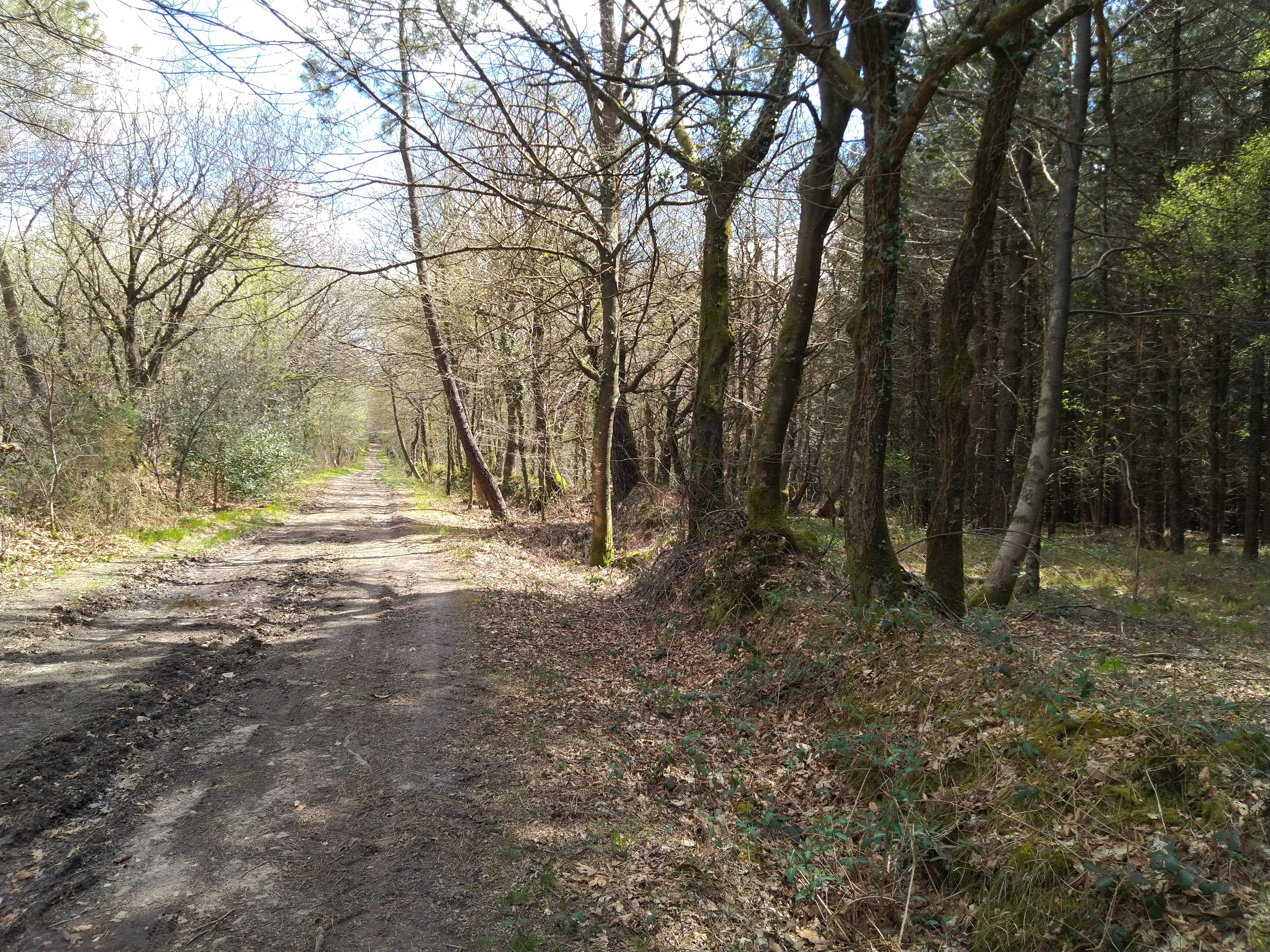
Sentier de la forêt d'Avaugour et bois Meur.

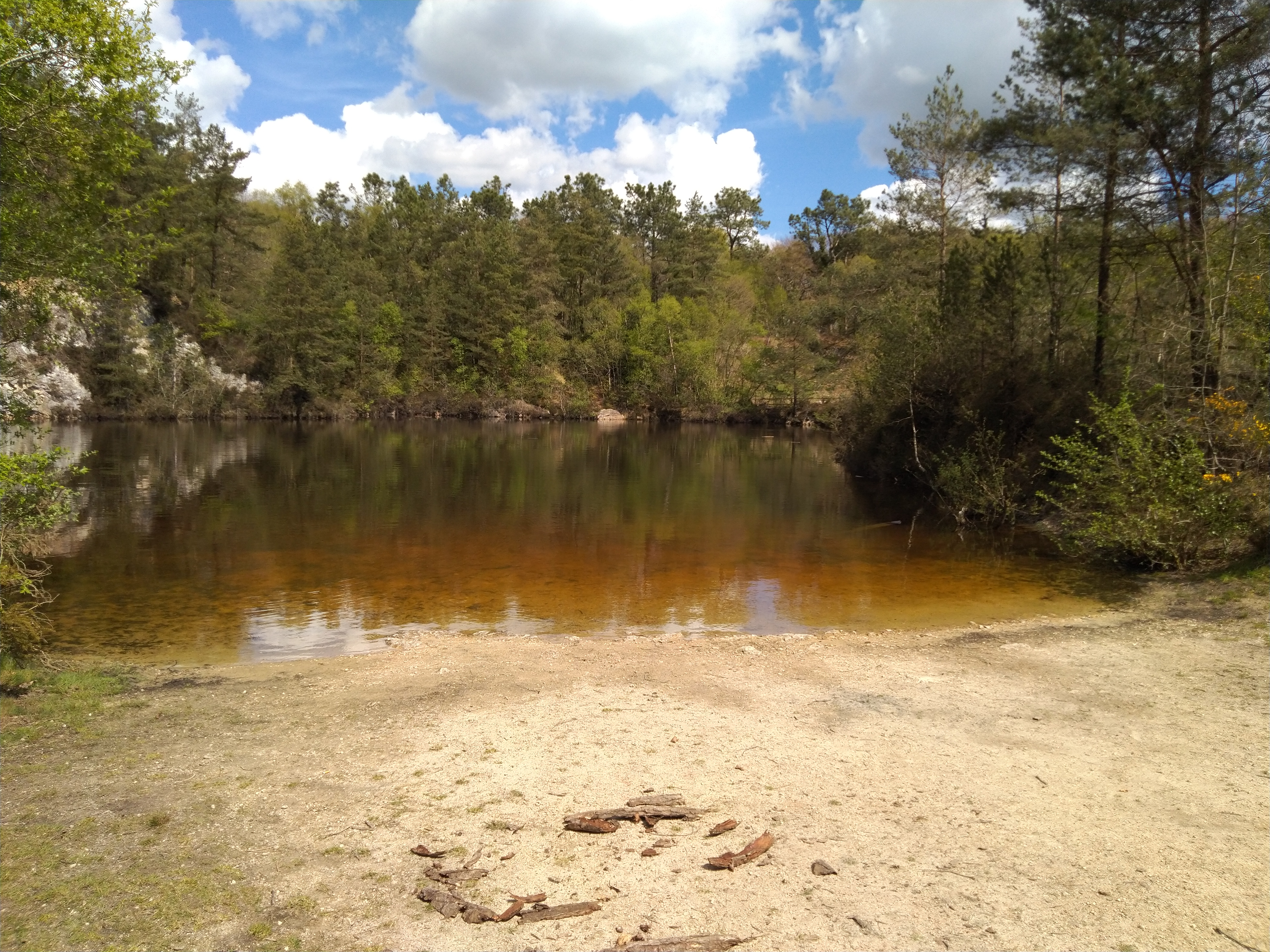
Étang de la Forêt d'Avaugour et Bois Meur.

- Forêt d'Avaugour et Bois Meur : durant l'année 2005, le Conseil général des Côtes-d'Armor a acquis la forêt d'Avaugour et le bois Meur, un ensemble de plus de 1 000 hectares s'étalant sur les communes de Lanrodec, Saint-Péver, Saint-Fiacre et Boquého. Les objectifs du Conseil général sont "d'offrir au grand public une forêt exemplaire, tant en matière de gestion sylvicole que de protection de l'environnement". La forêt départementale d'Avaugour Bois-Meur est ouverte au public qui peut découvrir sa faune et sa flore typique du pays de l'Argoat sur sept chemins balisés (de 1,5 km à 12,5 km) pour la randonnée pédestre, le VTT ou le cheval. Pour cela, il est préférable de se rendre au point accueil-info situé entre les deux massif où le promeneur pourra se procurer une carte du massif éditée par le Conseil général et trouver le point de départ de tous les sentiers balisés.

### Lieux culturels
La commune possède :
- une bibliothèque municipale ;
- une galerie où la municipalité et un collectif d'artistes des Côtes-d'Armor invitent la population, et les jeunes élèves de l'école primaire, à découvrir les arts sous toutes leurs formes.

## Personnalités liées à la commune
Lanrodec est marqué par quatre familles nobles, Perrien, Coëtando, Le Saulnier de Saint-Jouan et Lorgeril.
- La Maison de Perrien s'est alliée aux plus grandes familles de Bretagne, la Maison de Rohan, celles de Clisson, du Chastel, Cambout, etc. Elle possédait jadis un droit de haute justice, et est restée en possession de la seigneurie jusqu'au XVIIIe siècle.
- Jean Baptiste Le Roux de Coëtando, (1739-1817) : ce comte, dernier représentant de la famille Coëtando, s'est distingué dans les armées du roi et a été influent près de celui-ci pour rétablir, en 1788, le Parlement de Bretagne. Il s'est émigré pendant la Révolution. Après la mort de sa femme Françoise Angélique de Cahideux du Bois de La Motte, en 1820, le domaine de Coëtando devient propriété de la famille Le Saulnier de Saint-Jouan.
- Marguerite Le Saulnier de Saint-Jouan, (1879-1944) : elle fit don à l'Institut des Salésiens du château et des terres de Coat-en-Doc'h afin d'y créer un collège. Le 16 février 1936, Mgr Serrand bénissait l'Institut Saint-Jean Bosco qui abrite encore actuellement un Centre "Défense 2e chance ". Le collège d'enseignement général a fermé ses portes en août 2012.
- La famille de Lorgeril est présente à Lanrodec depuis le milieu du XIXe siècle : devenu propriétaire du domaine de Goudemail en 1840, Jean-Louis de Villeféron le transmet à son petit-fils Charles, comte de Lorgeril, né à Plérin-Le Légué le 13 juin 1849, député d’Ille-et-Vilaine et président de la Société d’émulation des Côtes-du-Nord (il possédait déjà le Château de la Bourbansais en Pleugueneuc, Ille-et-Vilaine). C’est lui qui fait construire le château actuel, où il meurt le 26 août 1897. Il a été un homme politique légitimiste qui a manifesté férocement son attachement à la royauté et au traditionalisme religieux. Louis de Lorgeril, ancien maire de Lanrodec, maire honoraire et ancien combattant est décédé à Goudemail le 7 septembre 2010.